# Kasymbeyli (ort i Azerbajdzjan, Sabirabad)
Kasymbeyli är en ort i Azerbajdzjan.   Den ligger i distriktet Sabirabad Rayonu, i den centrala delen av landet, 140 km väster om huvudstaden Baku. Antalet invånare är 1 080.
Terrängen runt Kasymbeyli är mycket platt. Runt Kasymbeyli är det ganska tätbefolkat, med 72 invånare per kvadratkilometer.. Närmaste större samhälle är Saatlı, 11,7 km söder om Kasymbeyli.
Trakten runt Kasymbeyli består till största delen av jordbruksmark.